# NTTドコモソリューションズ
NTTドコモソリューションズ株式会社（英: NTT DOCOMO SOLUTIONS, Inc.）は、東京都港区に本社を置く、NTTグループのCIO（最高情報責任者）補佐として、グループ各社における基幹システムの開発を手掛ける大手ユーザー系システムインテグレーター。NTTグループ主要8社の一つ。
2025年7月1日に日本電信電話のNTTへの社名変更・コーポレートロゴ刷新及び親会社のNTTドコモのダイナミックループ導入と同時に、「NTTコムウェア株式会社」（英: NTT COMWARE Corporation、登記上の商号: エヌ・ティ・ティ・コムウェア株式会社）から現社名へ変更し、コーポレートロゴも変更した。

## 概要

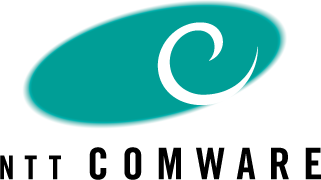
NTTコムウェアのコーポレートロゴ
(2000 - 2025年)

NTTグループの提供するサービスには、ITシステムなくして実現できないものが数多くある。当社はそのITシステムを開発することによって、グループ各社のネットワークテクノロジーやマーケティング、営業・販売、料金回収、顧客対応などを担い、NTTグループのビジネスを推進する。この主要業務からの売上は、総売上比約8割を占める。一方で、NTTグループ向け事業で得た大規模開発とネットワーク構築のノウハウを強みとして、一般市場の開拓も積極的に行なっている。一般市場からの売上は総売上比約2割である。
一般市場向け事業も行うようになったことにより、またその逆にNTTデータもNTTグループ向け事業に参入するようになったため、結果としてNTTデータと事業分野が競合している。
2022年1月をもって、NTTグループの長距離・移動通信網事業の再編により、NTTドコモの傘下に置かれることになった。近年は、新ドコモグループとしてアジャイル開発による通信事業とスマートライフ事業、法人事業への貢献を掲げている。2025年7月1日には社名を「NTTコムウェア株式会社」から「NTTドコモソリューションズ株式会社」へと変更した。

## 当社の起源
当社の起源は、日本電信電話（現・NTT）の社内組織であった「ソフトウェア開発センタ」と「社内情報システム開発センタ」である。後に、両センタは「ソフトウェア本部」へと統合された。
このソフトウェア本部が、再編成にあたり、1997年に第3分類（経営資源活用会社）として分社化されたことで、NTTコミュニケーションウェアが誕生した。その後、2000年にNTTコムウェアへ社名を変更し、さらに2025年には現社名のNTTドコモソリューションズへと変更した。

## 沿革
- 1985年 - 日本電信電話（現・NTT）内に「中央ソフトウェアセンタ」設置。
- 1987年 - ソフトウェア開発センタおよび社内情報システム開発センタ開設。
- 1991年 - 両センタの改組。
  - ソフトウェア開発センタ → 通信ソフトウェア本部
  - 社内情報システム開発センタ → 情報システム本部
- 1996年 - 通信ソフトウェア本部と情報システム本部の統合により、ソフトウェア本部発足。
- 1997年 - NTT再編成・分社化によって、NTTコミュニケーションウェア株式会社設立。
- 2000年 - NTTコムウェア株式会社（登記上の商号: エヌ・ティ・ティ・コムウェア株式会社）に社名変更。
- 2001年 - NTTコムウェア・ビリングソリューション発足。NTTインターネットへ出資。
- 2002年 - 地域子会社5社発足[注釈 4]。
- 2014年 - 地域子会社5社を吸収合併[7]。
- 2022年 - グループ再編に伴い、NTTドコモの子会社となる[5][8]。ドコモ・システムズを吸収合併[9]。
- 2023年 - NTTコムウェアの金融・産業系ソリューション事業をNTTコミュニケーションズ（現・NTTドコモビジネス）に統合。
- 2025年 - 7月1日、NTTドコモソリューションズ株式会社に社名変更[3]。

## 主な事業
当社は主に以下の事業を展開している。

### 通信業界
- ネットワーク監視システム ・トラフィック制御システム
- 顧客情報管理システム ・料金計算請求システム
- 申込み受付システム ・設備情報管理システム など

NTTグループ向けの社内ネットワークであるG-NETの運用も同社が行っている。

### 流通業界
- 流通BMS対応サービス ・購買調達システム
- 商品オンライン販売システム など

### 金融業界
- フィッシング防止ソリューション ・保険商品Web販売システム
- 保険金支払い支援システム ・コンビニ収納代行ソリューション
- ASP型クレジットカード決済ソリューション など

### 公共
- 防災ソリューション ・マイナンバー管理ソリューション
- 自治体向けコールセンタ など

### 研究開発／新規ソリューション
- AI（人工知能）/BOT ・社会インフラ遠隔監視/サポート
- アドホック型コミュニケーション ・ビッグデータ
- OpenFlow ・近接通信 ・家庭/オフィスNW遠隔サポート
- ワークログ ・エネルギーマネジメント など

### エネルギー
- HEMSコントローラー など

### その他
- エバンジェリスト[11]

DevOps、データサイエンティスト、Agileのエバンジェリストが公表されている
- アスリート[12]

ビーチバレーボール、ボッチャの選手が所属している

- オウンドメディア[13]

COMWARE PLUSとしてオウンドメディアを運営している

## 主な拠点
当社の主な拠点を以下に記す。
- NTT品川TWINS アネックスビル〈本社〉
- 品川シーサイドサウスタワー
- 品川シーサイドパークタワー
- 五反田ブリックビル
- NTTドコモソリューションズ五反田ビル
- ポーラ第二五反田ビル
- エム・ベイポイント幕張（旧NTT幕張ビル）
- 北海道支店（旧NTTコムウェア北海道）
- 東日本支店（旧NTTコムウェア東日本）
- 東海支店（旧NTTコムウェア東海）
- 西日本支店（旧NTTコムウェア西日本）
- 九州支店（旧NTTコムウェア九州）
- 米国コラボレーションセンタ〈米国支店〉

## 人材育成
- 「アジャイル開発」向けの人材を現在の5倍の1500人体制にすると発表している[15]。
- 「DXを推進できる人材」の創出の為、ブレインパット社のデータ活用人材育成サービスを利用している[16]。
- 働き方改革推進の為、全社員にマイクロソフトのSurface Proを配布している[17]。